# Rover 200

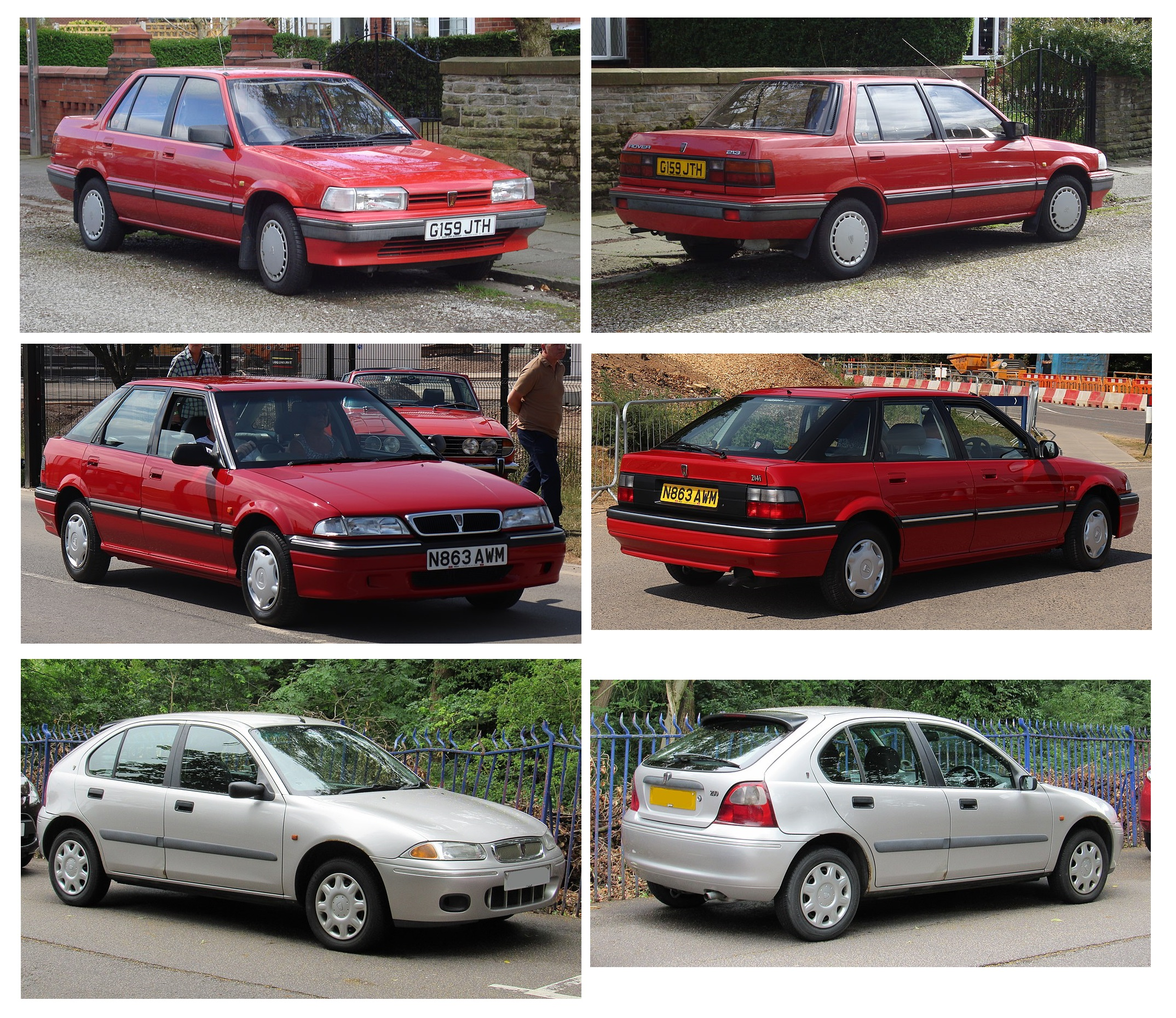
La série Rover 200.

La Rover 200 est une gamme d'automobiles compactes et polyvalentes fabriquées par l'ancien constructeur britannique Rover de 1984 à 1999 dans l'usine de Longbridge. Elle sera lancée en 1984 dans une première génération (XH / SD3), en 1989 dans la deuxième (XW / R8) et enfin en 1995 pour la troisième (RF / R3). La 200 est remplacée en 1999 par la Rover 25.

## Historique
La 200 de Rover se décline en trois générations. La première succède indirectement à la Triumph Acclaim et la dernière est remplacée par la Rover 25. Les deux premières générations de la Série 200 étaient produites en collaboration avec le constructeur japonais Honda tandis que la dernière est développée en interne par Rover, devenu propriété de BMW.

### Fin de carrière
À partir de 1998, la 200 est une voiture vieillissante. D'autant plus que le constructeur allemand BMW (alors propriétaire de Rover) se désengage en vendant Land Rover à Ford et en gardant uniquement Mini. Rover et Morris Garage sont alors revendues symboliquement 10 £ à quatre industriels et l'entreprise devient MG Rover. Plutôt que de la renouveler, Rover, aux budgets plus restreints que jamais, prend la décision de la restyler à la façon de la Rover 75. Elle change alors de nom. De Rover 200, elle prend le nom de Rover 25 en septembre 1999.

### Résumé de la 200
| Générations                | Production | Dérivés de chez Rover | Modèles similaires                                                           |
| -------------------------- | ---------- | --------------------- | ---------------------------------------------------------------------------- |
| 200 XH / SD3 (1984 - 1989) |            | Aucun                 | Opel Kadett E ; Peugeot 309 ; Renault 9 et 11                                |
| 200 XW / R8 (1989 - 1995)  |            | Maestro               | Citroën ZX ; Fiat Tipo ; Opel Astra F ; Peugeot 309 ; Renault 19             |
| 200 RF / R3 (1995 - 1999)  |            | Aucun                 | Citroën Xsara ; Lancia Delta ; Opel Astra F ; Peugeot 306 ; Renault Mégane I |

## 1regénération - 200 XH / SD3(1984 - 1989)
La Rover 200 Type XH (ou SD3) a été produite de 1984 à 1989 et a été remplacée par la Rover 200 (XW / R8). Elle sera basée sur la Honda Ballade.

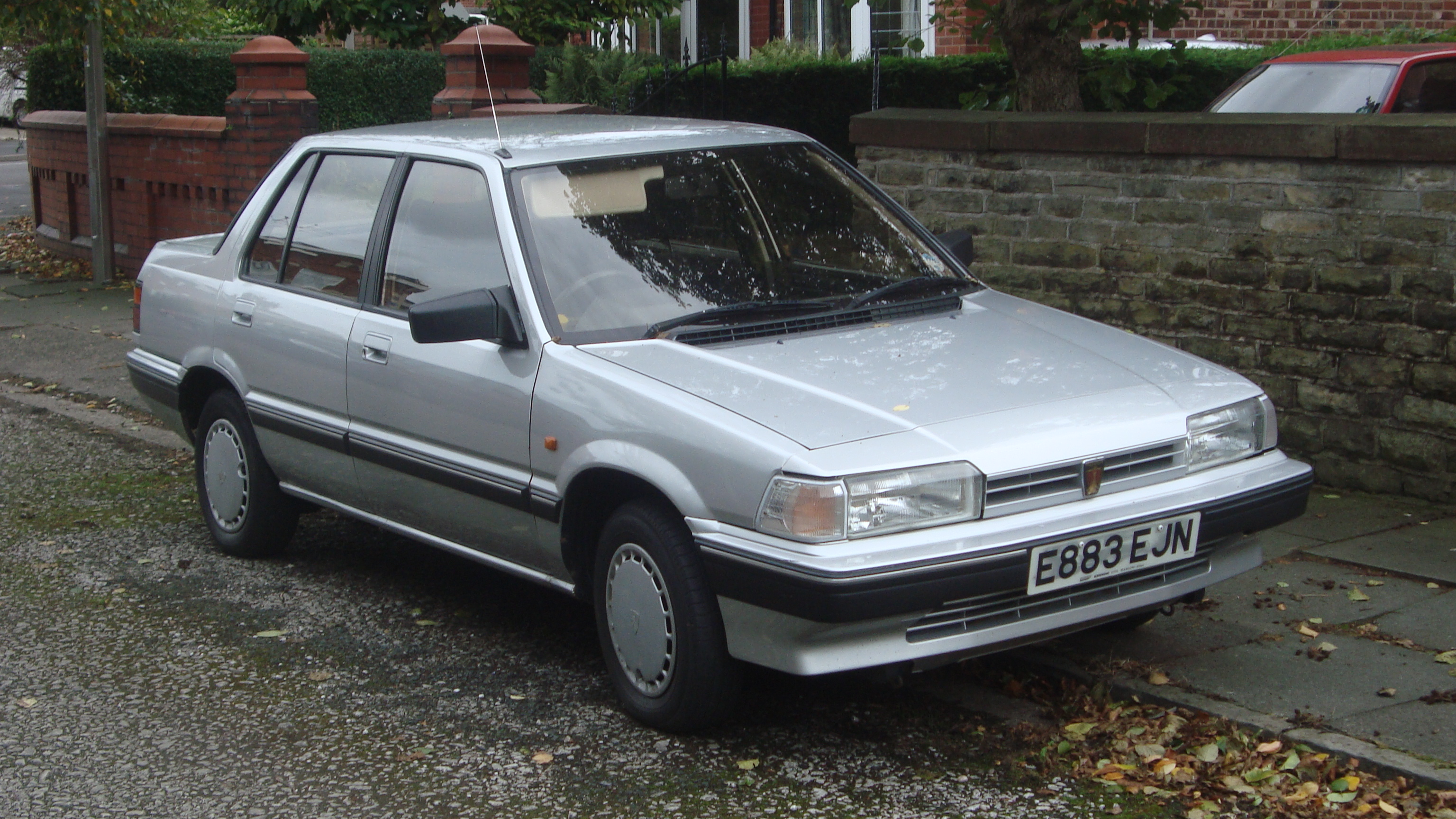
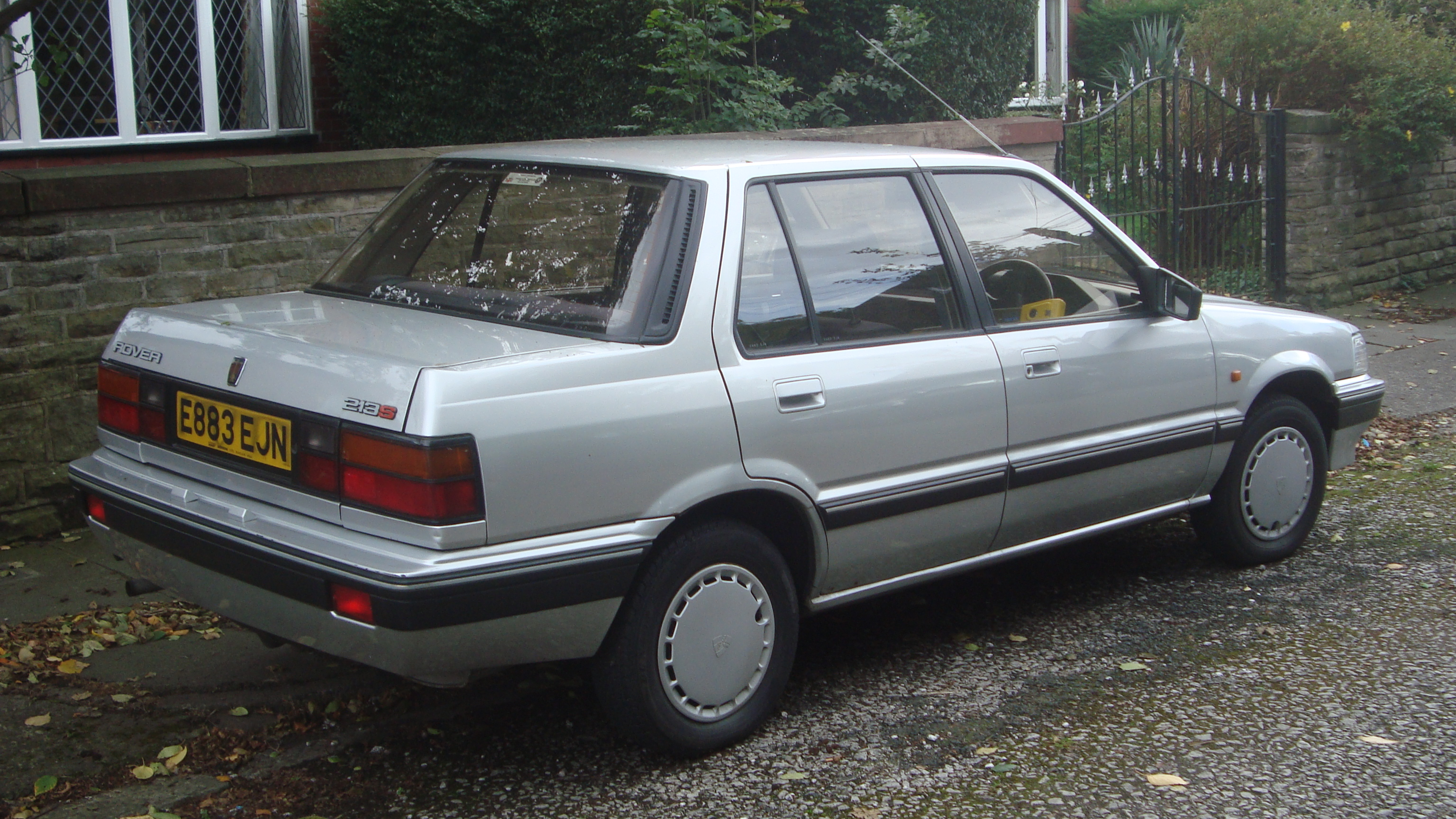

### Versions spécifiques
- 216 SX :
- 216 Vitesse : version sportive.

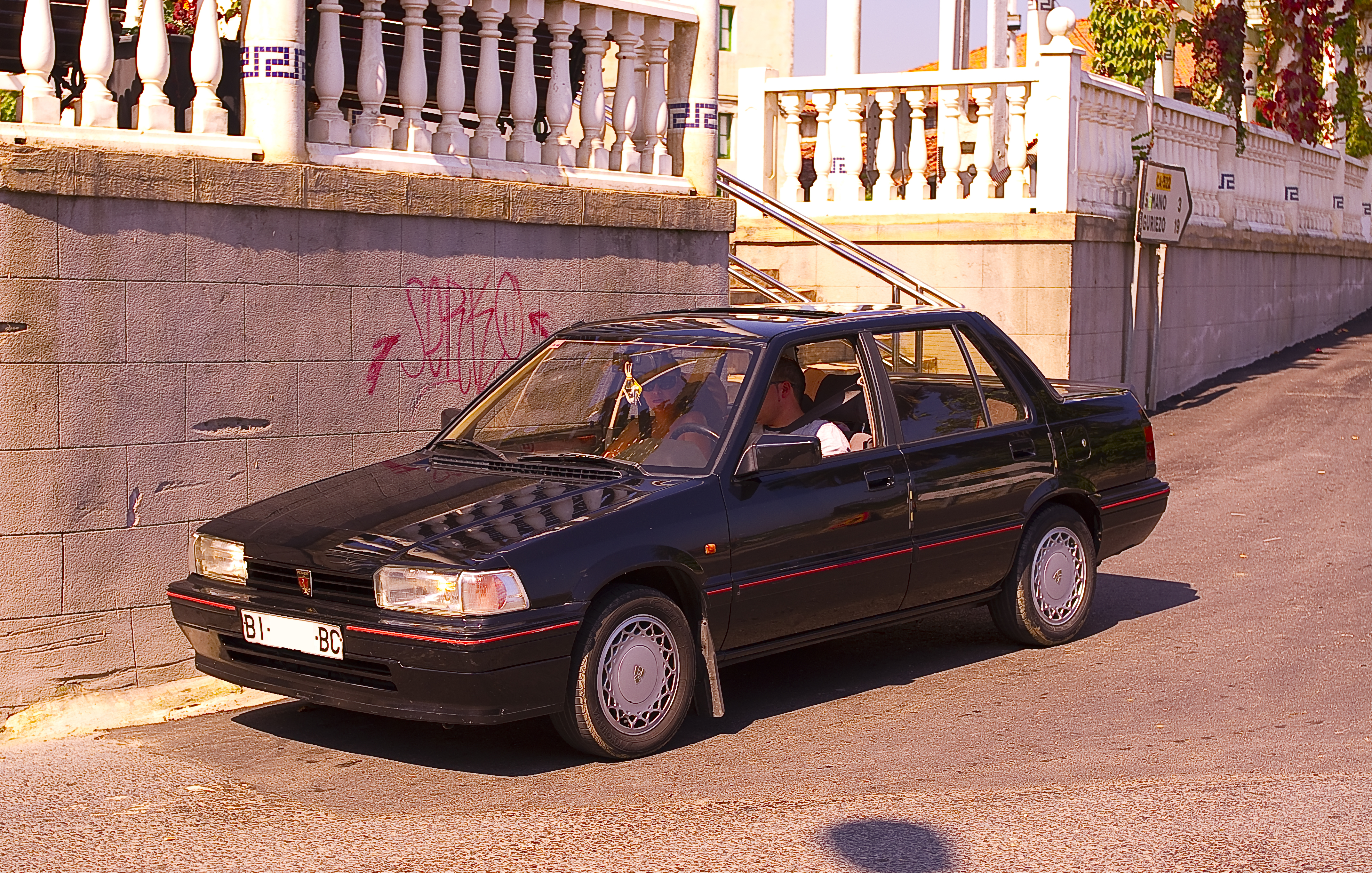
216 Vitesse.

- 216 Vanden Plas EFi : version luxueuse.

## 2egénération - 200 XW / R8(1989 - 1995)
La Rover 200 Type XW (ou R8) est produite de 1989 à 1995 sur la même base que la Honda Concerto, avec un restylage en 1992-1993. Elle est remplacée par la Rover 200 (RF / R3).
La 200 permet à Rover de disposer d'une gamme étendue dans les années 1990. Celle-ci se compose alors des Rover 100 (petite citadine), 200 (compacte à hayon), 400 (berline tricorps) et 800 (grande routière haut-de-gamme).

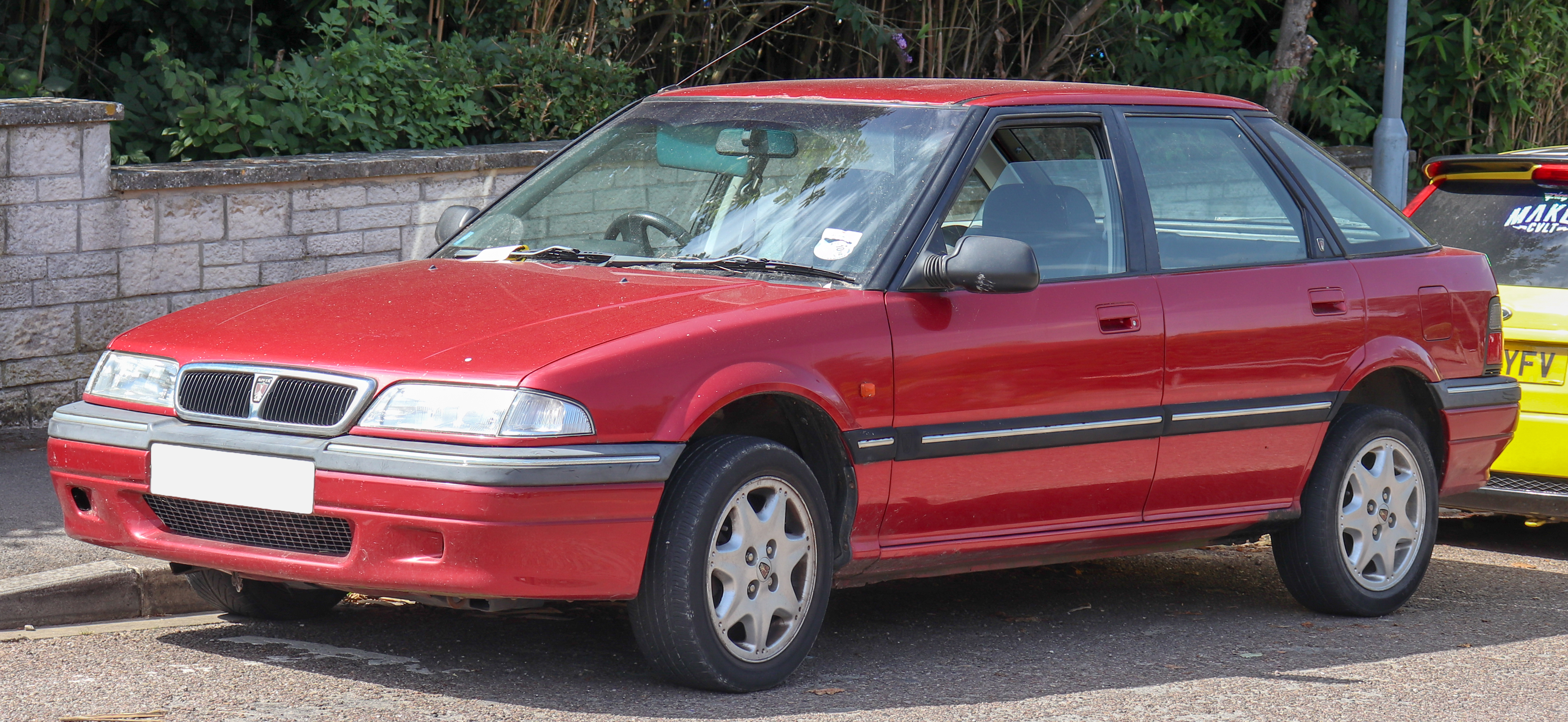
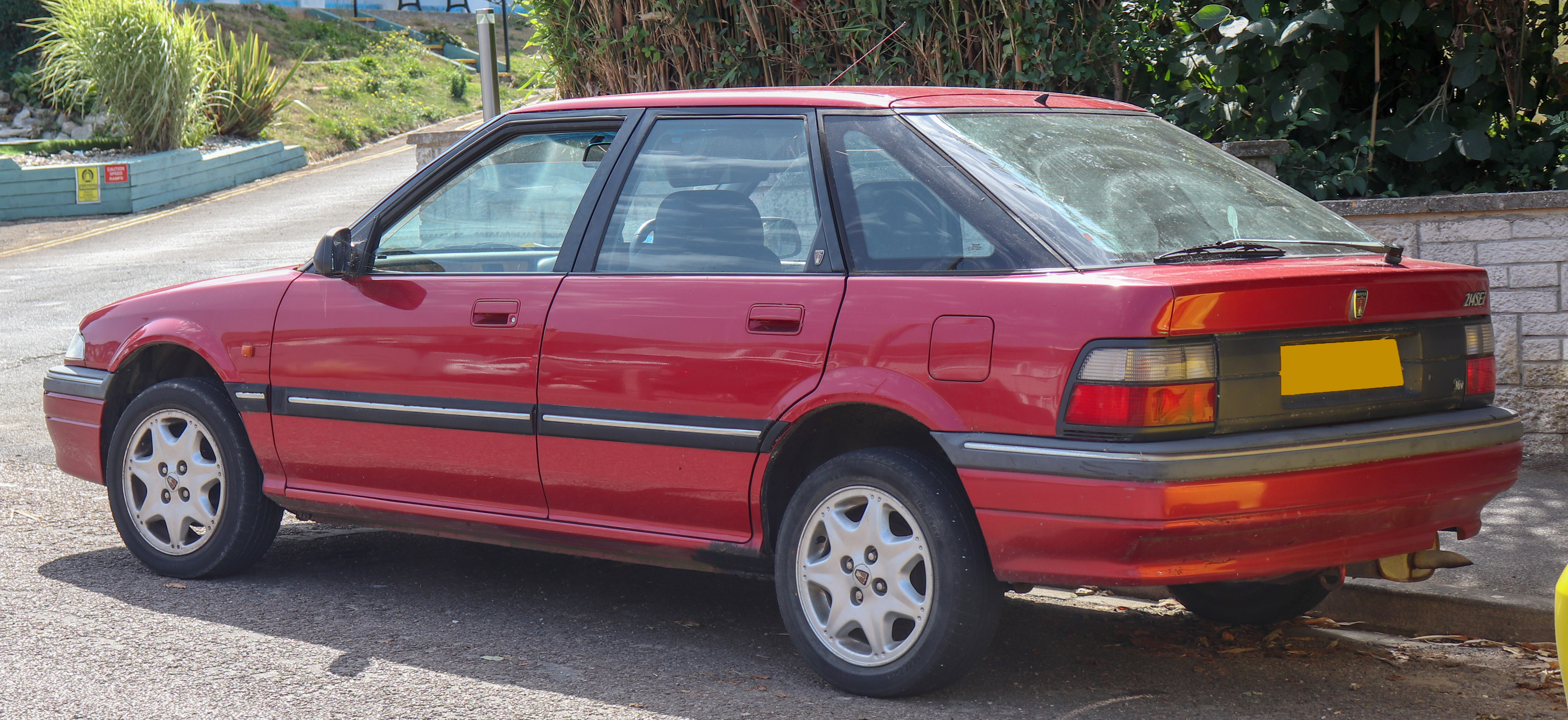

### Phase I
Elle fut produite d'octobre 1989 à 1992.

### Phase II
Elle est produite de 1990 à 1995. Les évolutions majeures sur le plan esthétique concernent les clignotants (à partir de 1992), la calandre en 1994, ainsi que la "ceinture" de plastique qui enveloppe le bas de la caisse, qui disparaît et laisse place à de plus fines baguettes. Les feux arrière (clignotants et feux de recul) sont également fumés.

### Les différentes carrosseries

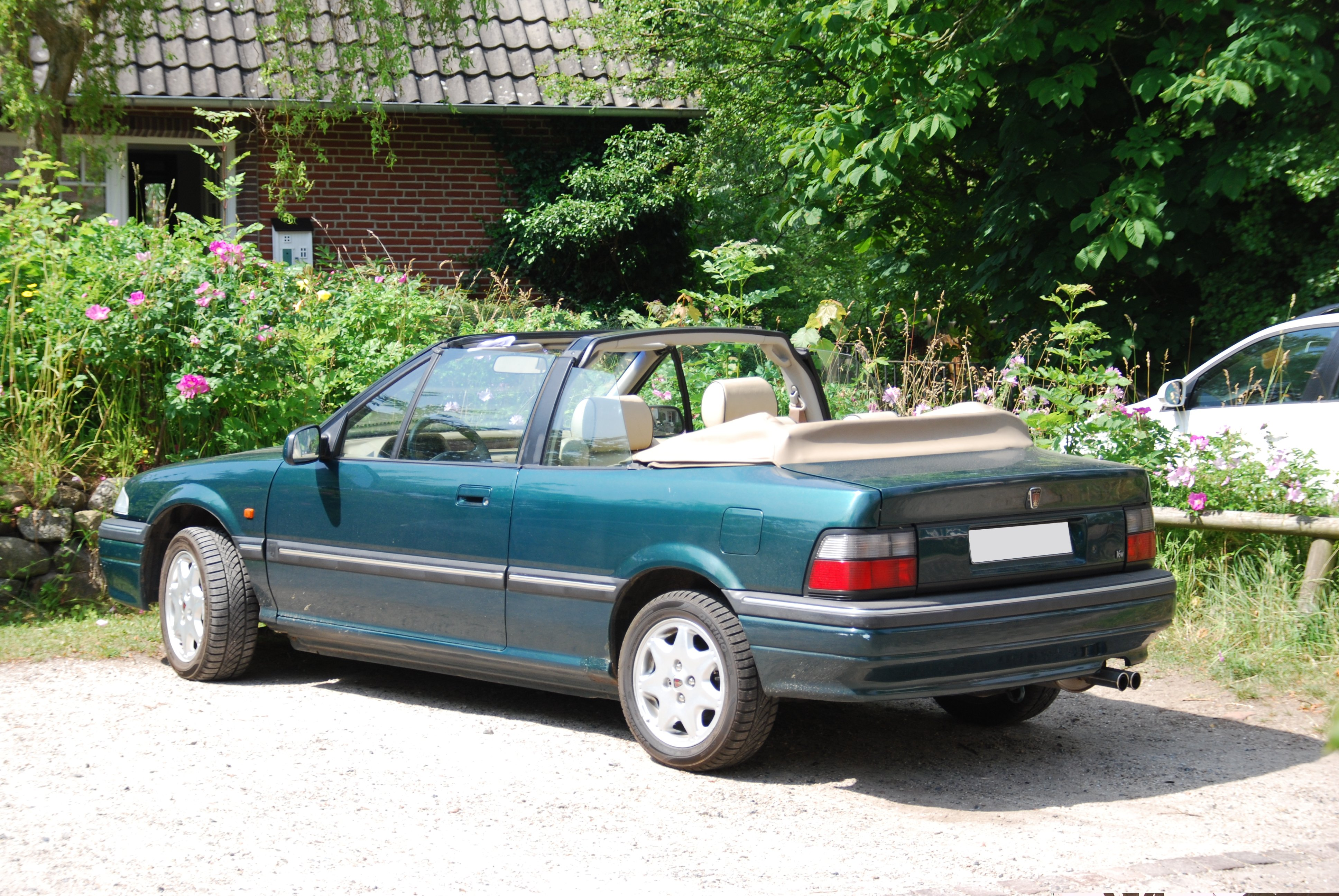
Rover 200 Cabriolet.

- Berline : version 5 portes.
- Coupé : version 2 portes.
- Cabriolet : version 2 portes.

### Versions spécifiques
- 216 GTi : version sportive.

### Motorisations
- 214 : 1.4 série K Rover 14K2D / 14K4C / 14K4D / 14K4F
- 216 : 1.6 Honda D16A6 / D16A7 / D16Z2 / D16A8 / D16A9 D16Z4
- 218TD : 1.8 TD PSA XUD7TE
- 218D : 1.9 D PSA XUD9A
- 220 atmo : 2.0 série T Rover T16
- 220 turbo : 2.0 série T Turbo Rover T16 Turbo

## 3egénération - 200 RF / R3(1995 - 1999)
La Rover 200 R3 (ou RF) est commercialisée à partir de 1995 (1996 en France). Elle se présente comme une compacte et est présentée peu de temps après le rachat de Rover par BMW.
Il s'agit donc d'une berline compacte disponible en 3 ou 5 portes. Son habitacle cossu associé à un bon équipement et une tenue de route correcte devait lui assurer un vieillissement progressif et donc une carrière tranquille et sans histoire.

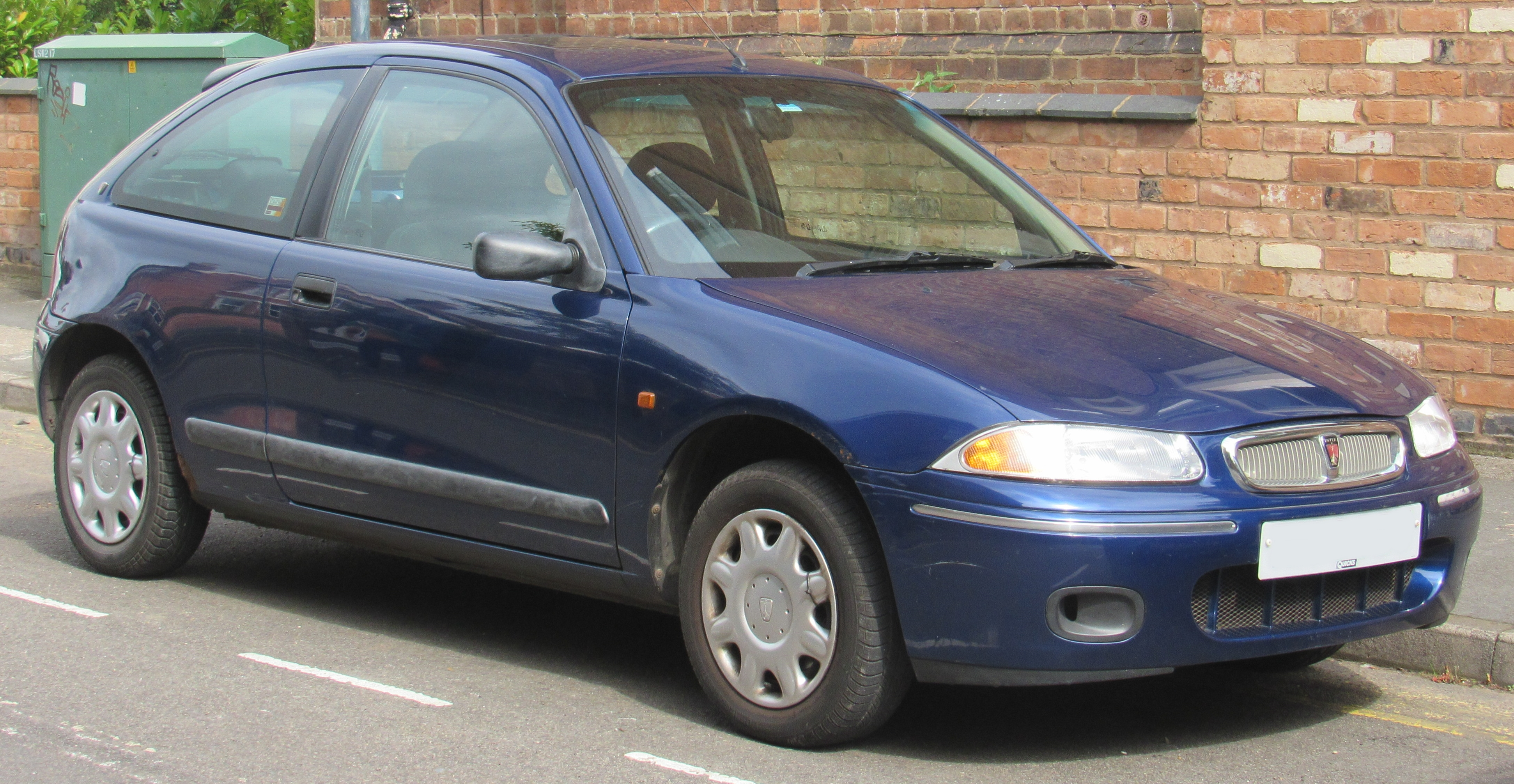
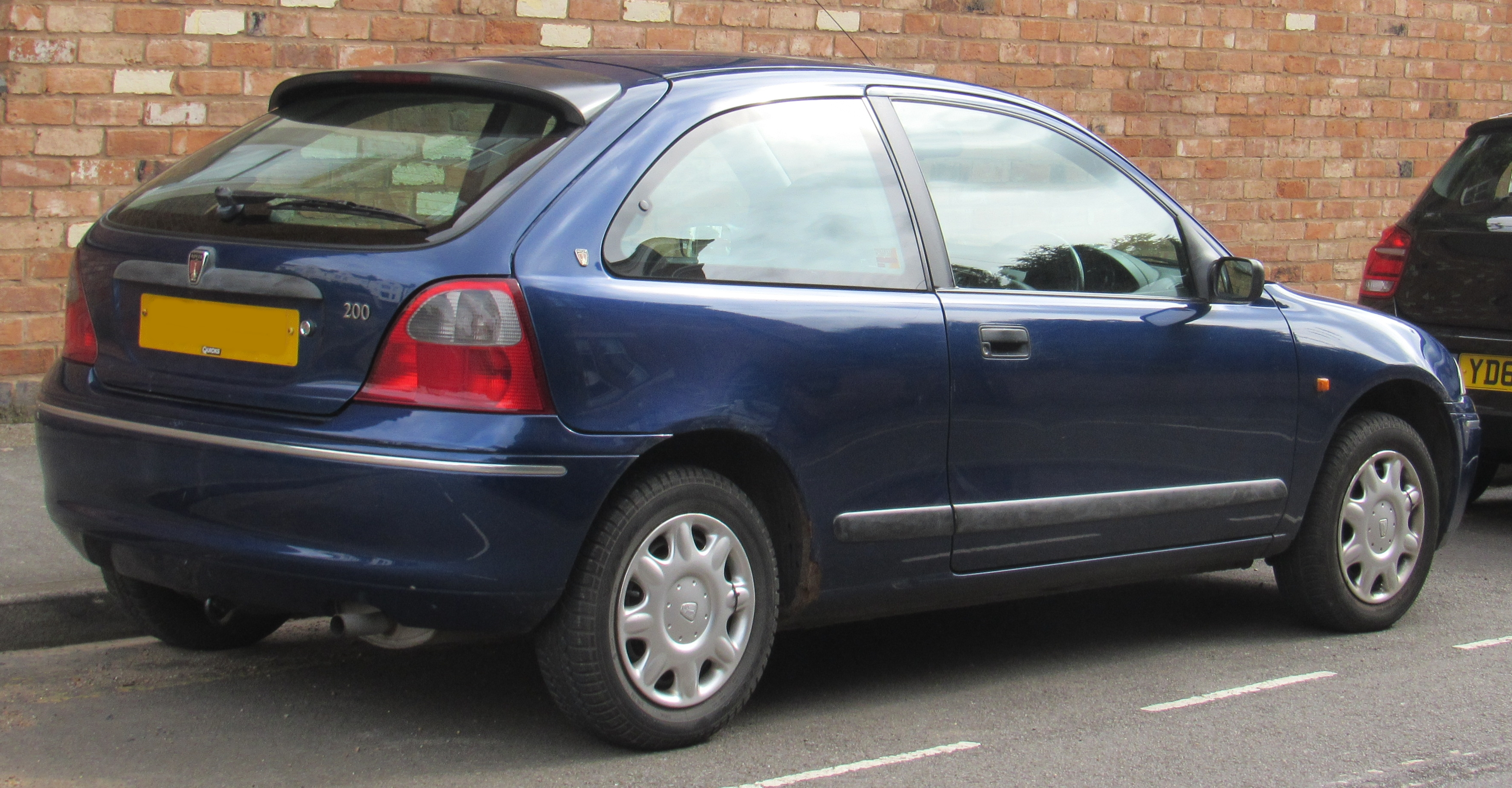

### Motorisations
La Rover 200 était disponible en version essence et diesel, ces dernières étant les plus diffusées. À noter que c'est grâce à ces motorisations que la Rover 200 devenait 214, 211, etc.
- 211 : 1.1 série K Rover 11K4F
- 214 : 1.4 série K Rover 14K4F
- 216 BVM : 1.6 série K Rover 16K4F
- 216 BVA-CVT : 1.6 série K Rover 16K4F
- 218 : 1.8 série K Rover 18K4F
- 218 VVC : 1.8 série K Rover avec VVC 18K4F VVC
- 220D : 2.0 TDI Perkins (Rover) 20T2N / 20T2R